# Okiennik Będkowski
Okiennik Będkowski – skała w środkowej części Doliny Będkowskiej na Wyżynie Krakowsko-Częstochowskiej. Znajduje się na wschodnim zboczu doliny, pomiędzy charakterystyczną, stojącą przy drodze skałą Iglica, a położoną na północ od niej skałą Igła, zaraz powyżej tej ostatniej. Znajduje się w lesie, w odległości około 30 m od drogi biegnącej dnem doliny i z drogi tej jest słabo widoczna. Administracyjnie znajduje się w granicach wsi Będkowice w województwie małopolskim, w powiecie krakowskim, w gminie Wielka Wieś. Przez wspinaczy skalnych zaliczana jest do Grupy Dupy Słonia. Ma postać skalnego muru opadającego w tym samym kierunku co niezbyt strome zbocze. W dolnej części tego muru jest niewielkie okno skalne i stąd pochodzi nazwa skały.
Zbudowany z twardych wapieni skalistych Okiennik Będkowski ma wysokość 10 m. Dla wspinaczy skalnych interesująca jest ściana północna, miejscami pionowa, miejscami połoga. Są na niej 3 drogi wspinaczkowe o trudności V+ – VI.1+ w skali Kurtyki. Mają zamontowane stałe punkty asekuracyjne: ringi (r) i stanowiska zjazdowe (st).
1. Diamentowy filarek; 4r + st, VI+, 11 m
2. Łatwo powiedzieć; 5r + st, VI.1/1+, 11 m
3. Zawikłaniec; 6r + st, V+, 12 m[2].

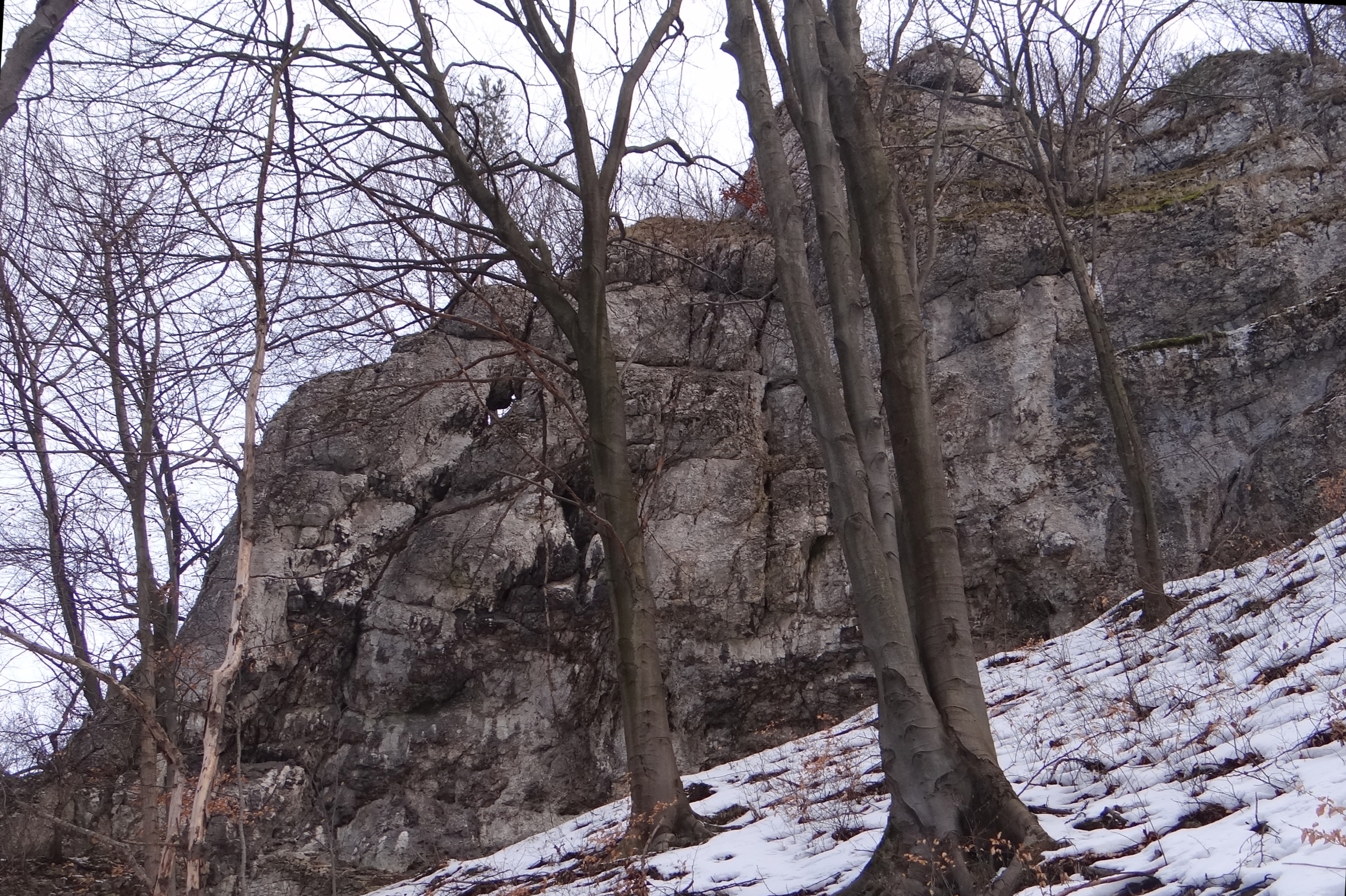
Mur od południowo-zachodniej strony
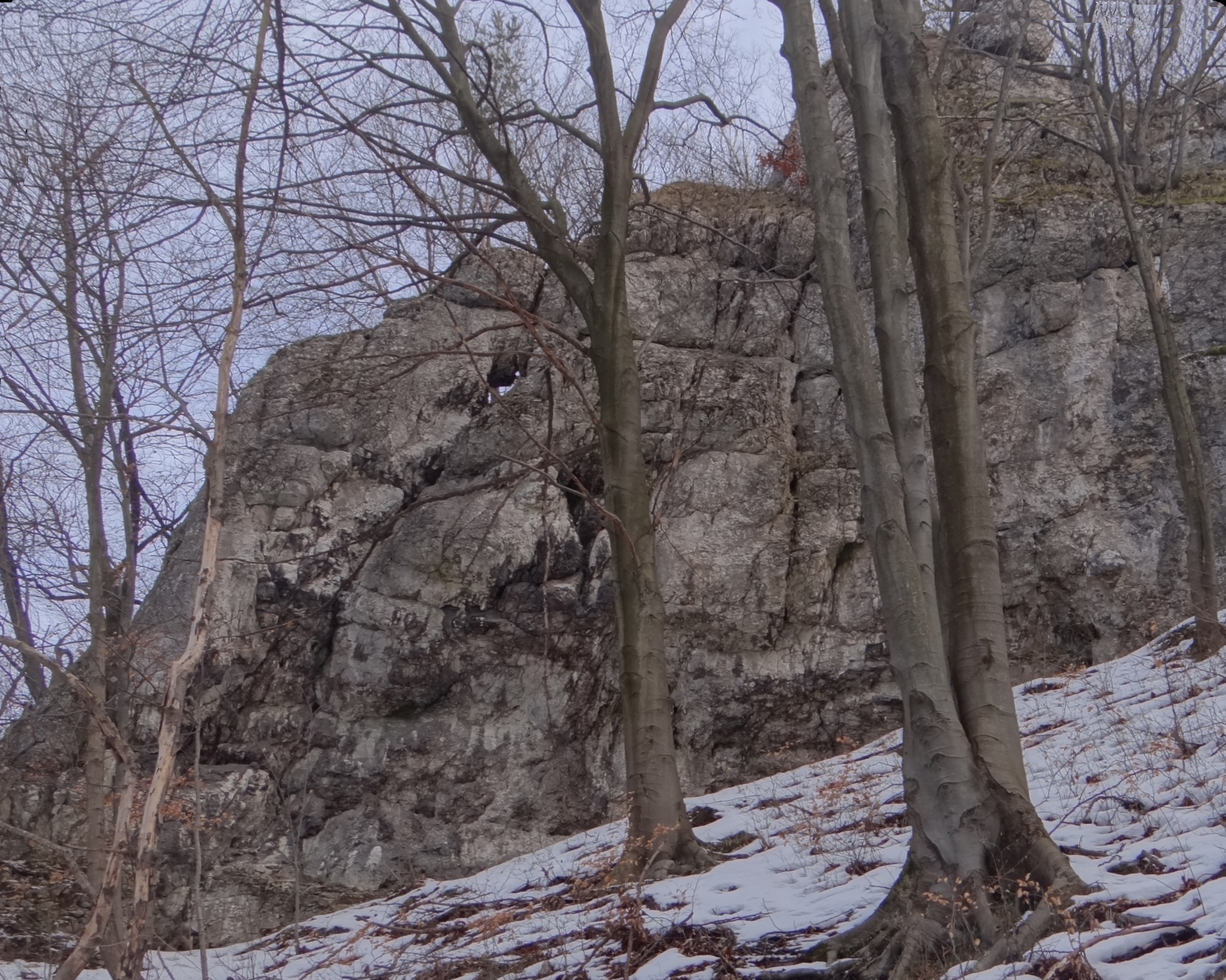
Południowa ściana z oknem
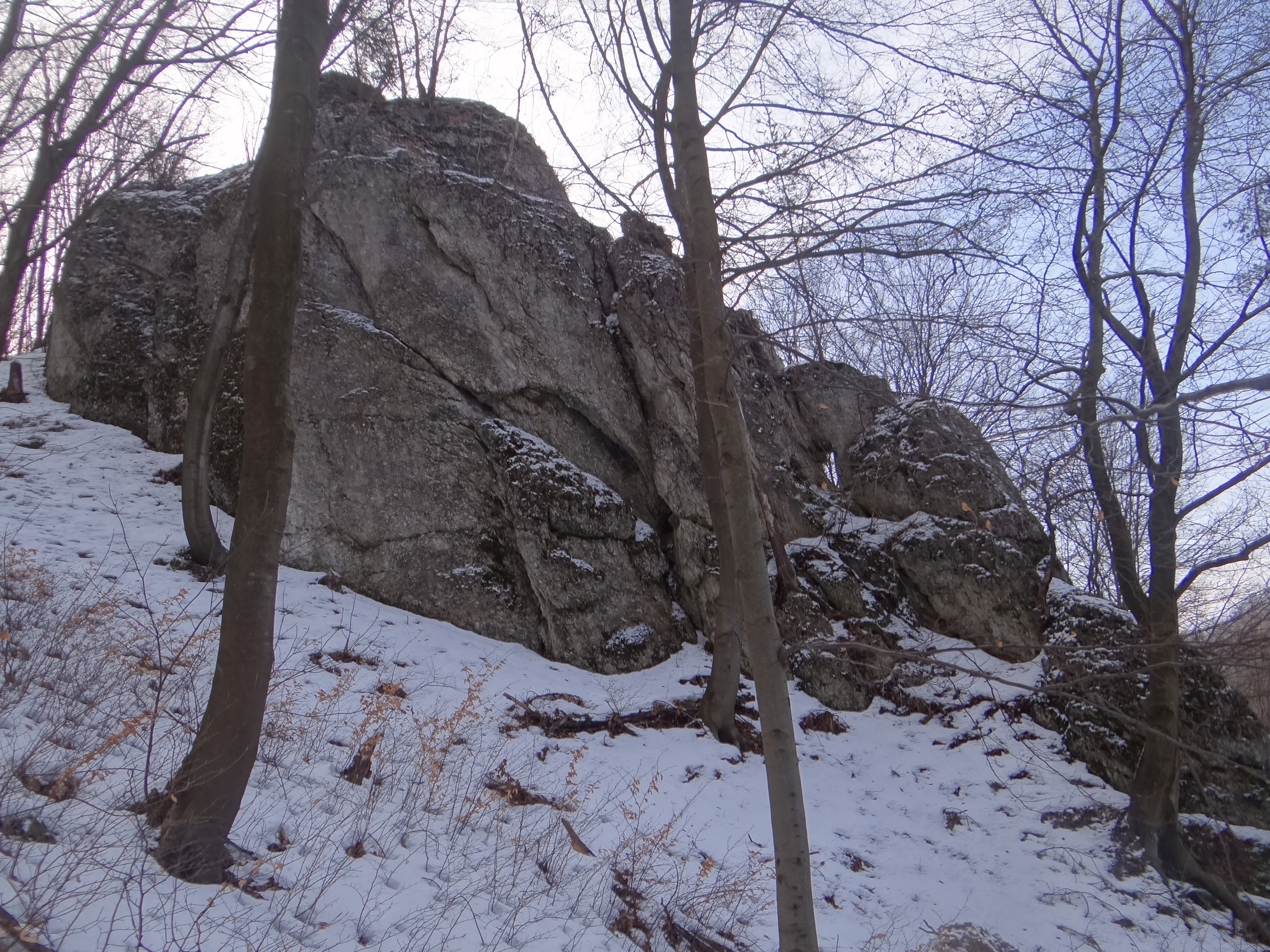
Północna ściana wspinaczkowa
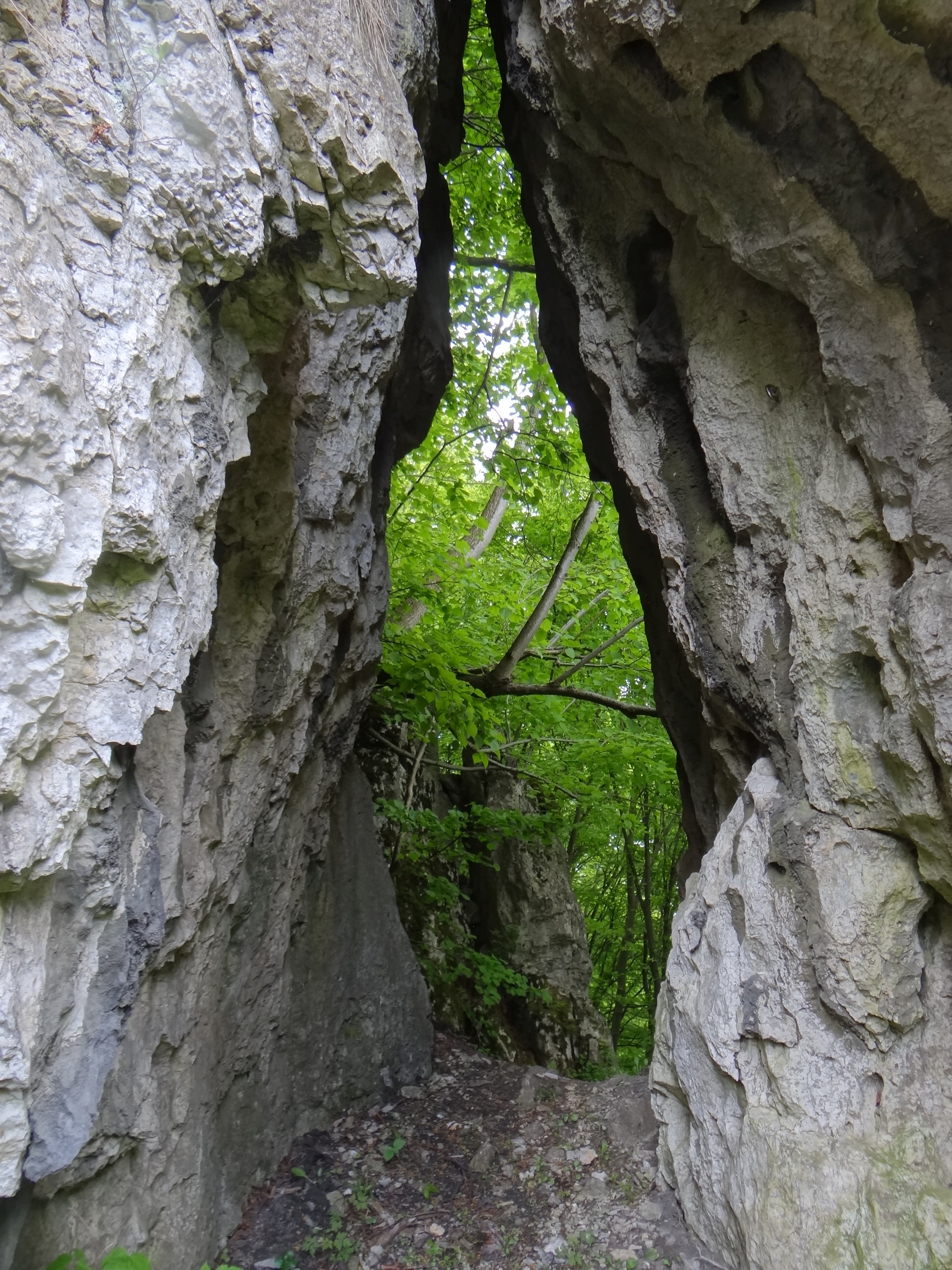
Okno skalne

W Okienniku Będkowskim znajduje się Schron w Okienniku.

## Szlaki turystyczne
– niebieski, prowadzący przez całą długość doliny,